# Fahad Talib
Fahad Talib Raheem (Al-Dīwāniyya, 21 ottobre 1994) è un calciatore iracheno, portiere dell'Al-Zawraa e della nazionale irachena.

## Carriera

### Club
Ha sempre giocato nel campionato iracheno. Nel 2021 ha giocato 6 partite in AFC Champions League; in precedenza aveva giocato anche 29 partite in Coppa dell'AFC, competizione vinta per tre volte (peraltro consecutive, tra il 2016 ed il 2018) in carriera.

### Nazionale
Ha partecipato ai Mondiali Under-20 del 2013.
Esordisce in nazionale maggiore nel 2017 ma aveva già fatto parte della spedizione olimpica del 2016, pur senza mai scendere in campo.

## Statistiche

### Cronologia presenze e reti in nazionale
| Cronologia completa delle presenze e delle reti in nazionale ― Iraq | Cronologia completa delle presenze e delle reti in nazionale ― Iraq | Cronologia completa delle presenze e delle reti in nazionale ― Iraq | Cronologia completa delle presenze e delle reti in nazionale ― Iraq | Cronologia completa delle presenze e delle reti in nazionale ― Iraq | Cronologia completa delle presenze e delle reti in nazionale ― Iraq | Cronologia completa delle presenze e delle reti in nazionale ― Iraq | Cronologia completa delle presenze e delle reti in nazionale ― Iraq |
| Data                                                                | Città                                                               | In casa                                                             | Risultato                                                           | Ospiti                                                              | Competizione                                                        | Reti                                                                | Note                                                                |
| ------------------------------------------------------------------- | ------------------------------------------------------------------- | ------------------------------------------------------------------- | ------------------------------------------------------------------- | ------------------------------------------------------------------- | ------------------------------------------------------------------- | ------------------------------------------------------------------- | ------------------------------------------------------------------- |
| 2-12-2019                                                           | Bassora                                                             | Yemen                                                               | 0 – 0                                                               | Iraq                                                                | Gulf Cup 2019 - 1º turno                                            | -                                                                   |                                                                     |
| 2-9-2021                                                            | Seul                                                                | Corea del Sud                                                       | 0 – 0                                                               | Iraq                                                                | Qual. Mondiali 2022                                                 | -                                                                   |                                                                     |
| 7-10-2021                                                           | Doha                                                                | Iraq                                                                | 0 – 0                                                               | Libano                                                              | Qual. Mondiali 2022                                                 | -                                                                   |                                                                     |
| 12-10-2021                                                          | Dubai                                                               | Emirati Arabi Uniti                                                 | 2 – 2                                                               | Iraq                                                                | Qual. Mondiali 2022                                                 | -2                                                                  |                                                                     |
| 11-11-2021                                                          | Doha                                                                | Iraq                                                                | 1 – 1                                                               | Siria                                                               | Qual. Mondiali 2022                                                 | -1                                                                  |                                                                     |
| 3-12-2021                                                           | Doha                                                                | Bahrein                                                             | 0 – 0                                                               | Iraq                                                                | Coppa araba FIFA 2021 - 1º turno                                    | -                                                                   |                                                                     |
| 6-12-2021                                                           | Al Khawr                                                            | Qatar                                                               | 3 – 0                                                               | Iraq                                                                | Coppa araba FIFA 2021 - 1º turno                                    | -3                                                                  | cap.                                                                |
| Totale                                                              |                                                                     | Presenze                                                            | 7                                                                   |                                                                     | Reti                                                                | -6                                                                  |                                                                     |

## Palmarès

### Club

#### Competizioni internazionali
- Coppa dell'AFC: 3

Al-Quwa Al-Jawiya: 2016, 2017, 2018